# NGC 6489
NGC 6489 ist eine 15,3 mag helle, kompakte elliptische Galaxie vom Hubble-Typ E/S0 im Sternbild Drache am Nordsternhimmel. Sie ist schätzungsweise 380 Millionen Lichtjahre von der Milchstraße entfernt und hat einen Durchmesser von etwa 35.000 Lichtjahren.
Im selben Himmelsareal befindet sich u. a. die Galaxie NGC 6497.
Das Objekt wurde am 5. Juni 1885 von Lewis A. Swift entdeckt.